# Shō Otsuka
Shō Otsuka (大塚 翔 Otsuka Shō?, Toyama, 25 de julio de 1995) es un futbolista japonés que juega como centrocampista en el Khovd FC.

## Trayectoria

### Clubes
| Club            | País      | Año       |
| --------------- | --------- | --------- |
| F. C. Ryukyu    | Japón     | 2018-2019 |
| Ipswich Knights | Australia | 2020-2021 |
| Tokyo United    | Japón     | 2021      |
| MSV Neuruppin   | Alemania  | 2022      |
| Khovd FC        | Mongolia  | 2022-     |